# Міссісіпська низовина
34° пн. ш. 91° зх. д. / 34° пн. ш. 91° зх. д.
34° пн. ш. 91° зх. д. / 34° пн. ш. 91° зх. д.

Дельта Міссісіпі (історико-географічний регіон)
Дельта Міссісіпі (гирло річки)
Узбережжя Міссісіпі
Вихідний канал Міссісіпі–Ґалф

Алювіальна низовина річки Міссісіпі — алювіальна рівнина, утворена річкою Міссісіпі, на якій розташовані частини семи штатів США, від Південної Луїзіани до Південного Іллінойсу (Іллінойс, Міссурі, Кентуккі, Теннессі, Арканзас, Міссісіпі, Луїзіана).
Низовина ділиться на (а) дельту річки Міссісіпі в південній половині Луїзіани та (б) узбережжя верхньої частини Міссісіпі, що тягнеться від Центральної Луїзіани до Іллінойсу.
Термін «побережжя Міссісіпі» іноді використовують вужче на позначення його ділянки на західному березі річки, що проходить через Східний Арканзас, південно-східну частину Міссурі, найзахідніші території Теннессі (східний берег річки) й Кентуккі (східний берег річки) та найпівденнішу частину Іллінойсу, за винятком північно-західної території штату Міссісіпі, де алювіальна низовина відома як дельта Міссісіпі.
Найбільший екорегіон Луїзіани, який охоплює 12 350 квадратних миль (32 000 км2), що включають усю історичну заплаву річки Міссісіпі в штаті.